# 전주교육대학교 전주부설초등학교
전주교육대학교 전주부설초등학교는 대한민국 전북특별자치도 전주시 완산구 서서학동에 있는 전주교육대학교 산하 국립 초등학교이다.

## 연혁
- 1937년 5월 1일 전주사범학교 부속 보통학교 개교
- 1938년 4월 1일 전주사범학교 부속 심상소학교로 개칭
- 1941년 4월 1일 전주사범학교 부속 국민학교로 개칭
- 1961년 4월 1일 18학급 편제 완료
- 1963년 3월 1일 전주교육대학 부속국민학교로 개칭
- 1996년 3월 1일 전주교육대학교 전주부속초등학교로 개칭
- 2001년 3월 2일 전주교육대학교 전주부설초등학교로 개칭
- 2007년 3월 1일 특수 학급 설치
- 2012년 7월 5일 상록누리관 준공
- 2013년 8월 31일 Wee Class 상담실 개설
- 2015년 9월 1일 운동장(환경개선공사) 준공
- 2023년 9월 1일 제17대 민환성 교장 부임
- 2024년 1월 5일 제87회 졸업 70명 (계 10,748명)

## 상징
- 교화 - 철쭉 : 무한한 사랑
- 교목 - 느티나무 : 변함없는 기상
- 교조 - 까치 : 소중한 꿈

## 참고 자료
- 전주교육대학교 전주부설초등학교 - 한국교육학술정보원 학교알리미